# Aiguille des heures

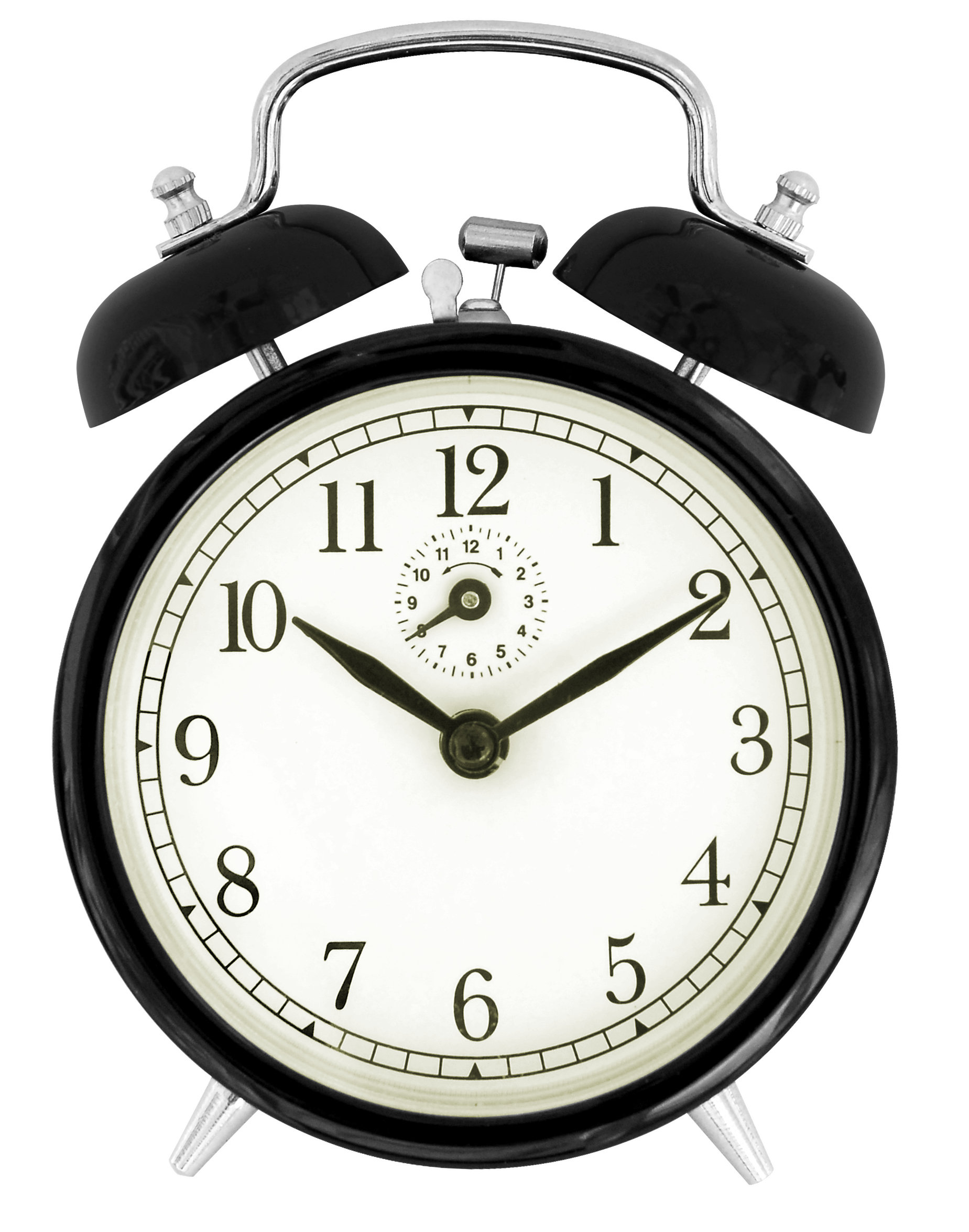
L'aiguille des heures marque 10 heures sur ce réveil.

L'aiguille des heures est une pièce mobile qui désigne l'heure courante sur le cadran d'une horloge mécanique.

## Description
Il s'agit d'une aiguille de plus petite taille que l'aiguille des minutes, aussi est-elle également appelée généralement la petite aiguille.
L'aiguille des heures fait un tour sur elle-même en 12 heures. Elle parcourt donc 0,5° par minute, 30° par heure et 720° par jour.